# Alter Grenzstein zwischen Cronenberg und Elberfeld

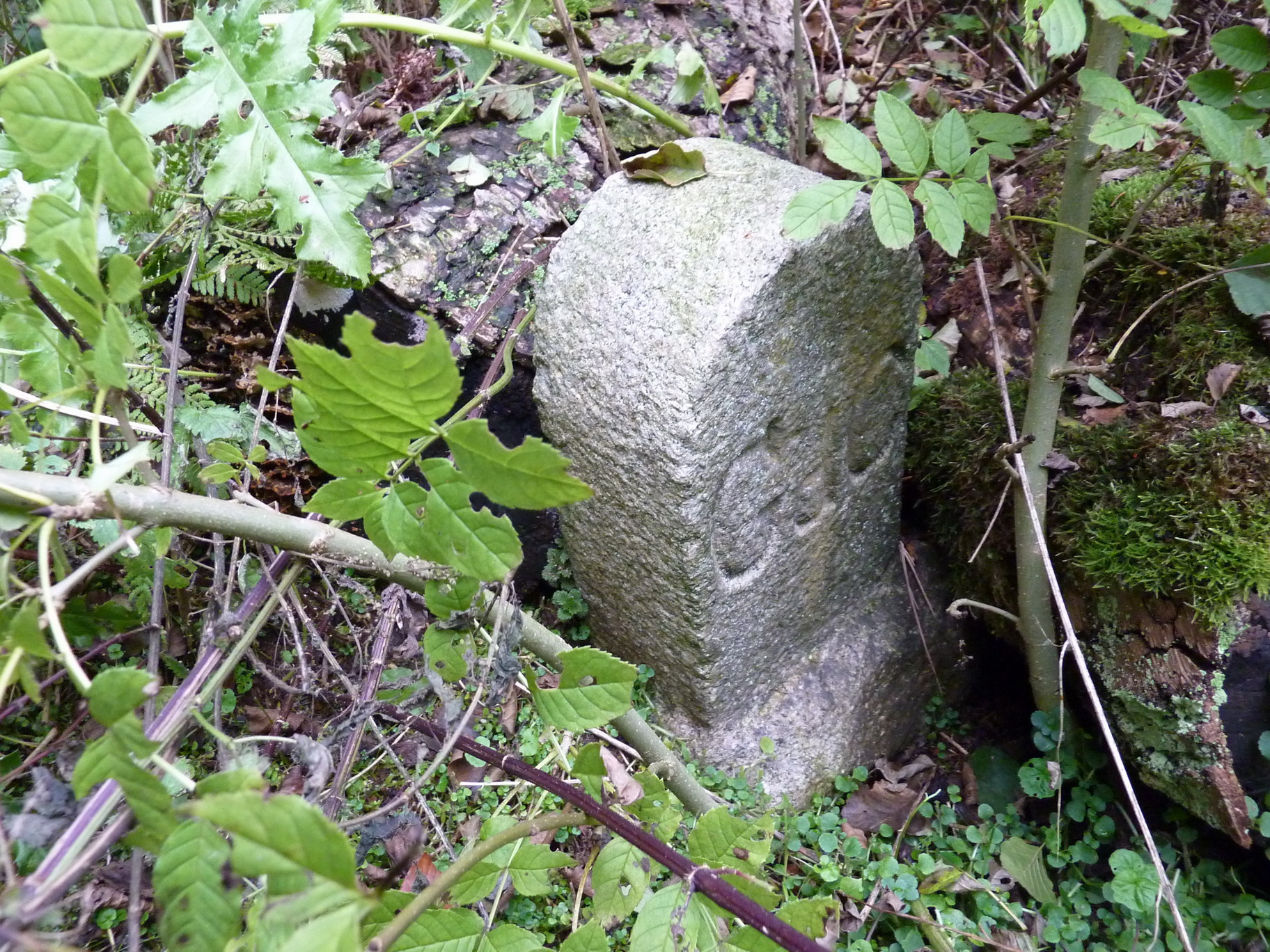
Der Grenzstein von Cronenberger Seite aus betrachtet.

Der Alte Grenzstein zwischen Cronenberg und Elberfeld ist der letzte bekannte und verbliebene Grenzstein zwischen der Stadt Elberfeld und der 1856 zur Stadt ernannten Gemeinde Cronenberg, die heute beide Stadtteile von Wuppertal sind. Er ist als Kulturdenkmal unter Schutz gestellt.
Der aus einem Granitblock geschlagene Grenzstein befindet sich an der Mündung des Honigstaler Bachs in die Rutenbeck, die die gemeinsame historische Grenze Elberfelds und Cronenberg bildet. Der Stein mit bogenförmigen Kopf ist auf der Elberfelder Seite mit dem Schriftzug „St.E“ für „Stadt Elberfeld“ und auf der Cronenberger Seite mit dem Schriftzug „Gd.C“ für „Gemeinde Cronenberg“ beschriftet. Der sichtbare Bereich ragt etwa 47 cm aus dem Erdreich und ist rund 20 cm breit, 12 cm tief und besitzt eine breitere Basis. Seine Errichtung datiert vor 1856, da Cronenberg laut dem Schriftzug bei der Aufstellung noch Gemeinde war.
Der Grenzstein ist ein wichtiges Zeugnis des historischen Grenzverlaufs der heutigen Wuppertaler Stadtteile und besitzt eine gehobene ortsgeschichtliche Bedeutung.